# 臺鹽隆田儲運站
臺鹽隆田儲運站位於臺灣臺南市官田區的隆田車站旁，過去是儲放七股鹽場與北門鹽場所生產之鹽的地方，於民國93年（2004年）9月22日公告為歷史建築。該建築群曾作為臺大考古隊隆田工作站，而原本的臺鹽辦公廳則設立「隆田考古展示室」。民國107年（2018年）在此成立「臺南考古中心」，並將與鄰近的部分台鐵倉庫及台糖倉庫，規劃為一帶狀園區。2022年經過整修之後，於此處成立「隆田chacha文化資產教育園區」，在該年1月15日至23日試營運，隨後在1月28日正式收費營運。

## 沿革

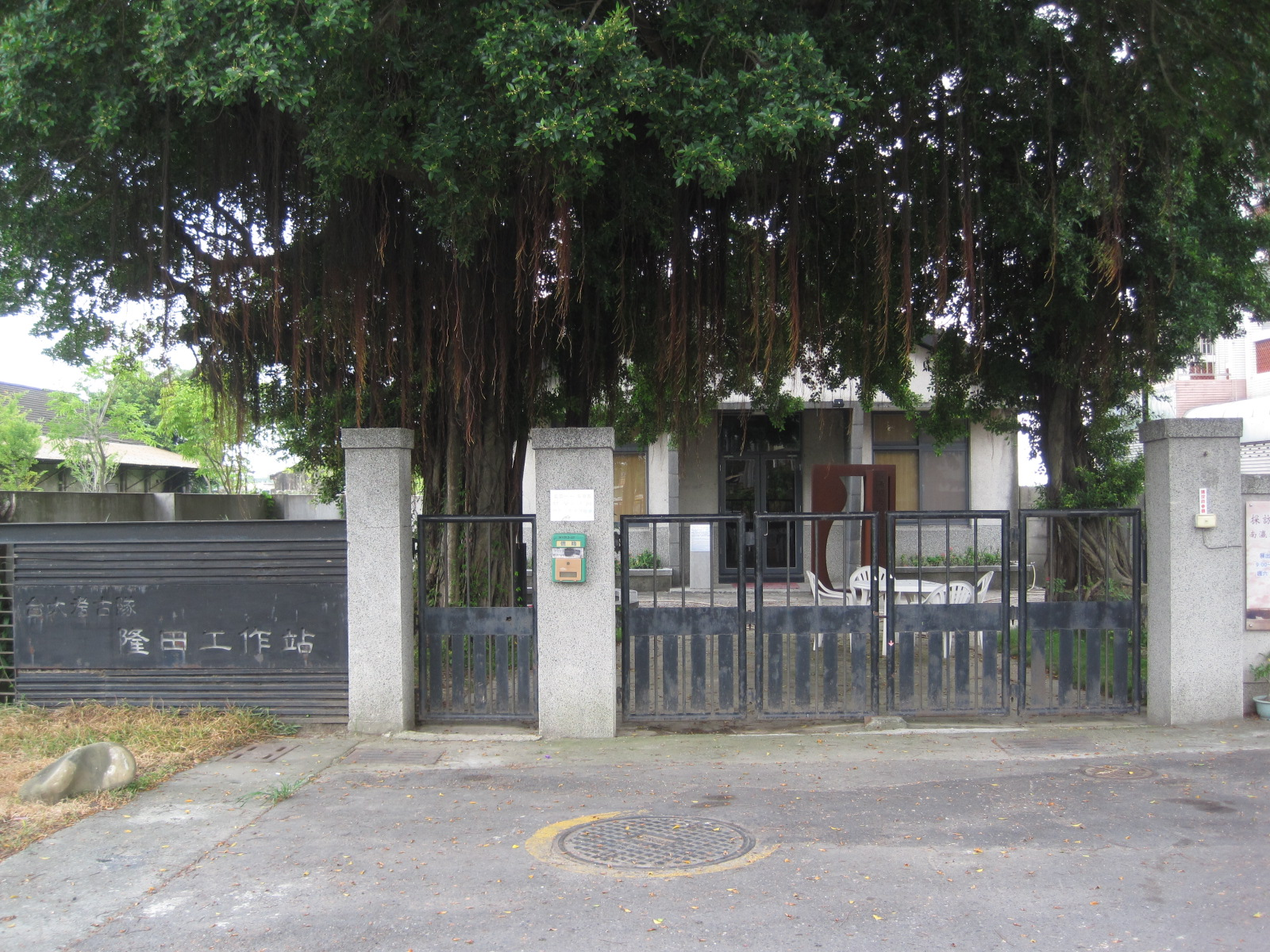
臺大考古隊隆田工作站

臺鹽隆田儲運站由臺鹽辦公廳、臺鹽宿舍、防空洞以及六座鹽倉等建築組成，其分別命名為「隆甲倉」、「隆乙倉」、「隆丙倉」、「隆丁倉」與「隆戊倉」，分別建於1958年11月、1956年2月、1969年2月與1973年2月。儲運站位在臺鐵縱貫線西邊，鹽倉則分成兩列成南北向排列，其中隆甲倉與隆乙倉位在較接近鐵路的那一列，隆丙倉與隆丁倉則位在較遠的那一列。
二次大戰結束後，臺灣製鹽總廠為了鹽產的鐵路轉運，從1958年起開始在新營與隆田車站設置鹽倉，其中新營鹽倉是負責存放布袋鹽場從糖鐵布袋線所運來的鹽，而隆田鹽倉則負責存放七股鹽場與北門鹽場的鹽。七股鹽場的鹽是經由糖鐵隆田線運到隆田鹽倉，而北門鹽場的鹽則是先用臺車或牛車運到二重港，再從糖鐵北門線轉隆田線運到鹽倉。儲運站的鹽倉曾分別於1964年、1968年、1970年與1980年時進行整修。
而後由於1970年代後公路運輸取代鐵路運輸，隆田運銷處在1982年撤銷，業務轉由新營運銷處處理，相關建築因而閒置。後來臺大考古隊在2006年進行石橋遺址的搶修時，跟臺南縣政府商借並耗資新臺幣400萬元整修成工作站，之後在2008年擴充成考古工作與資料展示館，並於2018年3月在此成立臺南考古中心。

## 建築
儲運站位於隆田車站西南，建築群由辦公室、宿舍、鹽倉及防空洞組成，其中宿舍位在辦公廳後面，鹽倉在宿舍東南，防空洞則在宿舍到鹽倉的途中。六座鹽倉均為磚造，屋頂樑柱採用臺灣檜木為建材。
由於儲運站的六座鹽倉並非同時建造，其規模大小與外觀也有差異。其中四座有取名之鹽倉的面積和容量見下表：
| 鹽倉   | 佔地面積 （平方公尺） | 儲鹽容量 （公噸） |
| ------ | --------------------- | ----------------- |
| 隆甲倉 | 197                   | 300               |
| 隆乙倉 | 264                   | 400               |
| 隆丙倉 | 253                   | 380               |
| 隆丁倉 | 225                   | 340               |